# Hyptis lantanifolia
Hyptis lantanifolia är en kransblommig växtart som beskrevs av Pierre Antoine Poiteau. Hyptis lantanifolia ingår i släktet Hyptis och familjen kransblommiga växter. Inga underarter finns listade i Catalogue of Life.